# 健康大道
《健康大道系列》（英語：Health and Wealth Series）是香港電台電視部拍攝製作的衛生健康教育節目系列。
本節目系列共分為5輯：第1輯至第4輯名為《健康大道》，第1輯至第4輯集數分別共分為18、12、18及24集；第5輯名為《健康大道－育兒手冊》，共分為13集。

## 主持

### 第一輯
香港電台DJ麥潤壽、劉美娟

### 第二輯
香港電台DJ麥潤壽、容羡媛及彭雁玲

### 第三輯
香港電台DJ蔡浩樑、邵國華及歌星林子萱及TeenPower Web J Sandy 鄺芷珊及彭雁玲

### 第四輯
香港電台DJ蔡浩樑、邵國華

## 外部連結
- 香港電台節目網站 - 健康大道 （页面存档备份，存于）